# 総合外交政策局
総合外交政策局（そうごうがいこうせいさくきょく）は、外務省の内部部局の一つ。1993年（平成5年）8月1日設置。

## 職務
日本が直面する幾多の課題や問題点に取り組んでいくために、総合的・中長期的観点から政策立案を行い、地域・機能別の政策を全省的観点から総括・調整することを主な任務としている。外務省における筆頭局として位置付けられている。
起こりは敗戦後に設置された終戦連絡中央事務局。これが総理庁連絡調整事務局、外務省連絡局を経て現在に至る。

## 組織
総合外交政策局には局長、審議官（大使）が置かれている。また、総合外交政策局には、軍縮不拡散・科学部が置かれている。総合外交政策局の組織は以下の通り。
| 課室名                   | 業務内容 |
| ------------------------ | --- |
| 総務課                   | 重要な外交政策の総括                                                                                                   |
| 政策企画室               | 総合的な外交政策の企画・立案                                                                                           |
| 新興国外交推進室         | 総合的又は基本的な外交政策のうち新興国に係るものの企画・立案                                                           |
| 安全保障政策課           | 日本の安全保障に関する外交政策の企画・立案及び総括                                                                     |
| 国際安全・治安対策協力室 | テロ対策に関する国際協力に関する外交政策の企画・立案及び総括、国際的な組織犯罪に関する外交政策                         |
| 国際平和・安全保障協力室 | 我が国の国際平和協力（国際平和維持活動（ PKO ）等）その他の安全保障上の協力に係る外交政策の企画・立案                  |
| 宇宙・海洋安全保障政策室 | 日本の安全保障に関する外交政策のうち宇宙及び海洋に関するものの企画・立案、宇宙に関する科学に係る外交政策               |
| 経済安全保障政策室       | 日本の安全保障に関する外交政策のうち経済、技術、サイバーその他の新たな安全保障上の課題に関するものの企画、立案及び総括 |
| 国連企画調整課           | 政治分野を除く国際連合の活動、国際連合、専門機関等の行政財政に関する外交政策                                           |
| 国際機関人事センター     | 国際機関における日本人職員増強のための支援                                                                             |
| 国連政策課               | 政治分野における国際連合の活動に関する外交政策                                                                         |
| 国連制裁室               | 国連安保理決議に基づく制裁措置の実施、調査及び研究等に関する外交政策                                                   |
| 人権人道課               | 人権、人道（難民問題を含む）に関する外交政策                                                                           |
| 女性参画推進室           | 女性・ジェンダーに関する外交政策                                                                                       |

### 軍縮不拡散・科学部
| 課室名                   | 業務内容                                                               |
| ------------------------ | ---------------------------------------------------------------------- |
| 軍備管理軍縮課           | 軍備管理・軍縮に関する外交政策                                         |
| 生物・化学兵器禁止条約室 | 生物兵器禁止条約・化学兵器禁止条約に関する外交政策                     |
| 通常兵器室               | 通常兵器に関する外交政策                                               |
| 不拡散・科学原子力課     | 大量破壊兵器及び関連物資の不拡散、原子力の平和的利用に関する外交政策   |
| 国際科学協力室           | 科学に関する外交政策                                                   |
| 国際原子力協力室         | 原子力の平和的利用（原子力の軍事的利用への転用防止に関するものを除く） |

## 総合外交政策局長
| 氏名       | 在任期間                                             | 前職                               | 後職                                                                           |
| ---------- | ---------------------------------------------------- | ---------------------------------- | ------------------------------------------------------------------------------ |
| 柳井俊二   | 1993年（平成5年）8月1日 - 1995年（平成7年）8月4日    | 外務省条約局長                     | 外務審議官（政務担当）、外務事務次官、駐米大使、国際海洋法裁判所長             |
| 川島裕     | 1995年（平成7年）8月4日 - 1997年（平成9年）8月1日    | 外務省アジア局長                   | 駐イスラエル大使、外務事務次官、宮内庁式部官長、侍従長                         |
| 加藤良三   | 1997年（平成9年）8月1日 - 1999年（平成11年）7月19日  | 外務省アジア局長                   | 外務審議官（政務担当）、駐米大使、日本プロ野球コミッショナー                   |
| 竹内行夫   | 1999年（平成11年）7月19日 - 2001年（平成13年）1月6日 | 外務省北米局長                     | 駐尼大使、外務事務次官、最高裁判所判事                                         |
| 谷内正太郎 | 2001年（平成13年）1月6日 - 2002年（平成14年）10月    | 外務省条約局長                     | 内閣官房副長官補、外務事務次官、内閣官房参与、国家安全保障局長                 |
| 西田恒夫   | 2002年（平成14年）10月 - 2005年（平成17年）8月       | 外務省経済協力局長                 | 外務審議官（政務担当）、駐加大使、国連大使、広島大学平和科学研究センター長     |
| 河野雅治   | 2005年（平成17年）8月 - 2007年（平成19年）1月        | 外務省中東アフリカ局アフリカ審議官 | 外務審議官（経済担当）、駐露大使、駐伊大使                                     |
| 河相周夫   | 2007年（平成19年）1月 - 2008年（平成20年）7月30日    | 外務省北米局長                     | 内閣官房副長官補、外務省大臣官房長、外務事務次官、式部官長、侍従長、上皇侍従長 |
| 別所浩郎   | 2008年（平成20年）7月30日 - 2010年（平成22年）8月    | 外務省国際協力局長                 | 外務審議官（政務担当）、駐韓大使、国連大使、侍従長                             |
| 鶴岡公二   | 2010年（平成22年）8月 - 2012年（平成24年）9月        | 外務省国際法局長                   | 外務審議官（経済担当）、内閣官房TPP政府対策本部首席交渉官、駐英大使            |
| 平松賢司   | 2012年（平成24年）9月 - 2015年（平成27年）10月       | 外務省地球規模課題審議官           | 駐印大使、駐西大使                                                             |
| 秋葉剛男   | 2015年（平成27年）10月 - 2016年（平成28年）6月       | 外務省国際法局長                   | 外務審議官（政務担当）、外務事務次官、国家安全保障局長                         |
| 石兼公博   | 2016年（平成28年）6月 - 2017年（平成29年）7月        | 外務省アジア大洋州局長             | 駐加大使兼国際民間航空機関代表部大使、国連大使、最高裁判所判事                 |
| 鈴木哲     | 2017年（平成29年）7月 - 2019年（令和元）9月          | 外務省国際情報統括官               | 駐印大使、駐伊大使                                                             |
| 山田重夫   | 2019年（令和元）9月 - 2021年（令和3）6月             | 内閣官房内閣審議官                 | 外務審議官（政務担当）、駐米大使                                               |
| 岡野正敬   | 2021年（令和3）6月 - 2022年（令和4）9月              | 外務省国際法局長                   | 内閣官房副長官補、外務事務次官、国家安全保障局長                               |
| 市川恵一   | 2022年（令和4）9月 - 2023年（令和5）8月              | 外務省北米局長                     | 内閣官房副長官補                                                               |
| 河邉賢裕   | 2023年（令和5）8月 - 2025年（令和7）7月              | 外務省北米局長                     | 内閣官房副長官補                                                               |
| 有馬裕     | 2025年（令和7）7月                                   | 外務省北米局長                     |                                                                                |